# Chandrexa de Queixa
Chandrexa de Queixa és un municipi de la província d'Ourense a Galícia. Pertany a la comarca d'A Terra de Trives. Limita al nord amb Castro Caldelas i San Xoán de Río, al sud amb Laza i Vilarino de Conso, a l'est amb A Pobra de Trives i Manzaneda i a l'oest amb Montederramo.
| 2.949 | 2.935 | 2.578 | 1.226 | 830 |
| Fonts: INE i IGE (Els criteris de registre censal variaren i les dades de l'INE i de l'IGE poden no coincidir.) |       |       |       |     |

## Parròquies
- Cadeliña (San Pedro)
- O Candedo (Santa María)
- Casteligo (San Martiño)
- Casteloais (San Pedro)
- Celeiros (San Martiño)
- Chandrexa (San Pedro)
- Chaveán (San Bartolomeu)
- Drados (Santo Isidoro)
- Fitoiro (San Paio)
- Fonteita (Santo André)
- Forcadas (Santa María)
- Parada Seca (Santa María)
- Parafita (San Bartolomeu)
- Queixa (Santa Cruz)
- Rabal (Santa María)
- Requeixo (Santa María Madanela)
- San Cristovo (San Cristovo)
- Vilar (San Cosme)